# Christopher Dresser
Christopher Dresser (Glasgow, 4 luglio 1834 – Mulhouse, 24 novembre 1904) è stato un designer scozzese.
Fu tra i maggiori interpreti del movimento estetico Arts and Crafts, teorico del design, e tra i primi in assoluto ad interpretare la professione del designer in maniera moderna e indipendente.

## Biografia
Nato e cresciuto a Glasgow, in Scozia, sin dai suoi primi studi il suo interesse si rivolse alla botanica. Giovanissimo, entrò a Londra nella neonata Government School of Design di South Kensington (che poi diverrà il Royal College of Art), pensata proprio per dare all'industria progettisti con una preparazione specifica. In quest'ambiente crebbe conoscendo e confrontandosi con designer e personalità che influenzarono enormemente il loro tempo: Henry Cole, Richard Redgrave e il suo mentore, Owen Jones. Nel 1857 vendette le sue prime creazioni e stese le prime teorie sul design, incentrate sul rapporto tra la botanica e l'arte manifatturiera.
Agli inizi si occupò soprattutto di ornamento e arte decorativa, che espresse su tessuti, carte da parati, tappeti, ceramica, legno, vetro, ecc.
Nel 1862 pubblicò l'opera chiave del suo pensiero artistico, The Art of Decorative Design. Tra il 1876 e il 1877 compì un lungo viaggio in Giappone dove, in rappresentanza del South Kensington Museum e in veste di ambasciatore della migliore produzione artistica britannica, venne accolto con grandi onori dallo stesso imperatore.

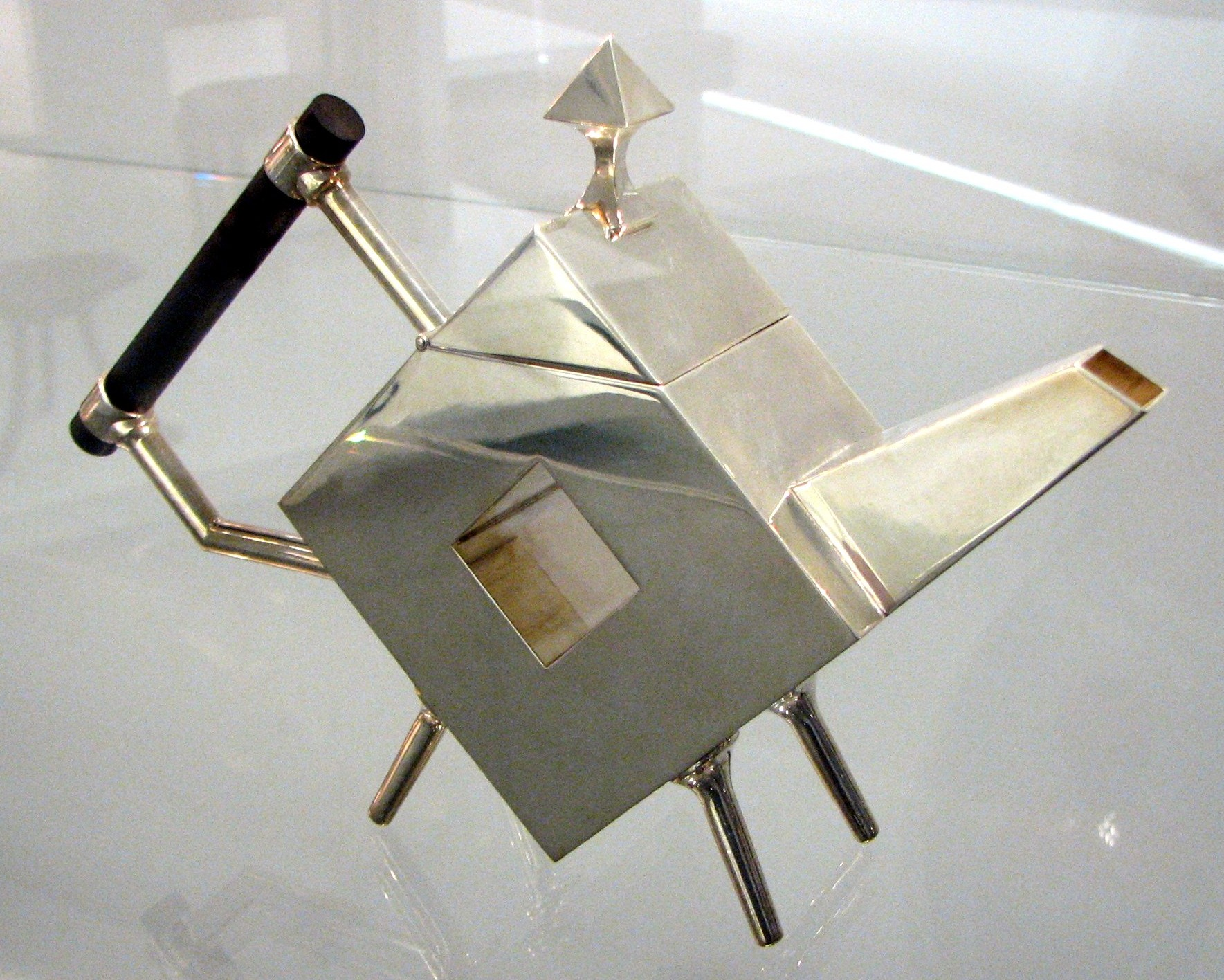
Teiera, 1879

L'influsso giapponese, già presente in Dresser, dopo il viaggio in estremo oriente segnò decisamente la sua produzione che si fece estremamente rigorosa ed essenziale nelle forme, concentrandosi sulla funzionalità e sulla replicabilità.
Dresser è considerato un padre del design sia per la sua opera teorica che pratica, e inoltre è stato definito il primo designer in assoluto, avendo svolto l'attività di progettazione in modo indipendente e con modelli e oggetti di qualità già pensati per una produzione di massa.
Il suo stile anticipatore dei tempi ha influenzato generazioni di designer e dimostra tutto il suo valore risultando alcuni suoi oggetti di metallo di uso quotidiano ancora oggi in produzione.